# Performance Ranking of Scientific Papers for World Universities
Performance Ranking of Scientific Papers for World Universities (NTU Ranking, Тайваньский рейтинг) ― глобальный рейтинг высших учебных заведений, ранжируемых по объёму, импакту научных работ, их влиянию и результатам работы. Рейтинг публиковался в 2007―2011 годах Тайваньским советом по оценке и аккредитации высшего образования (HEEACT), а с 2012 года публикуется Национальным университетом Тайваня. В нём используется библиометрическая методика для анализа и ранжирования импакт-фактора научных статей. Помимо общего рейтинга, публикуются списки лучших университетов в шести областях науки и в четырнадцати дисциплинах.
Рейтинг был представлен публике в 2007 году. Первоначальная методология ранжирования отдавала предпочтение университетам с медицинскими школами. В 2008 году HEEACT начал публиковать «Полевой рейтинг», включающий в себя шесть областей науки: сельское хозяйство и науки об окружающей среде (AGE), клиническая медицина (MED), инженерия, вычисления и технологии (ENG), науки о жизни (LIFE), естественные науки (SCI) и социальные науки (SOC).
В 2010 году HEEACT начал публиковать предметные рейтинги в различных областях науки и технологий. Среди областей науки представлены физика, химия, математика и науки о Земле. Области технологий подразделяются на электротехнику, информатику, машиностроение, химическую инженерию (включая энергию и топливо), материаловедение и гражданское строительство (включая экологическую инженерию).
В 2012 году HEEACT завершил своё участие в проекте из-за разногласий по поводу результатов рейтинга. Тайваньское руководство объявило, что правительство больше не будет поддерживать Тайваньский совет по оценке и аккредитации высшего образования в проведении этого рейтинга.
Рейтинг результатов научных работ для мировых университетов публикуется Национальным университетом Тайваня с 2012 года, и этот рейтинг также известен как рейтинг NTU.
Из российских университетов в рейтинге наивысшую позицию по состоянию на 2020 год занимает МГУ им. Ломносова (260 место).

## Оценки рейтинга
Австралийские исследователи утвержадют, что составленный HEEACT рейтинг научных работ мировых университетов за 2007 год является полезным дополнением к нынешним мировым рейтингам университетов из-за своего строгого метода и более надёжных результатов, которые стали возможными благодаря его более скромным масштабам. Старший научный сотрудник Института научной и технической информации Китая Ву И-шань заявил, что рейтинг HEEACT ― лучшая система ранжирования, которую он когда-либо видел. Он пояснил, что рейтинг HEEACT учитывает как долгосрочную, так и краткосрочную результативность университета. Идея объединения показателей долгосрочного и краткосрочного ранжирования является новаторской. Ричард Холмс написал в University Ranking Watch следующее: «Хотя Шанхайский рейтинг показывают высокую корреляцию с другими рейтингами (на основе небольшой выборки университетов США), рейтинги HEEACT из Тайваня работают несколько лучше». Вице-президент по исследованиям Университета Торонто, профессор Пол Янг, отметил, что «рейтинги HEEACT являются относительно новым, важным и методологически надёжным показателем количества и качества исследований, выполняемых университетами по всему миру». Декан по академическим вопросам Тайваньского национального университета Чан Бин-Хуан заявил, что «рейтинг результатов научных работ мировых университетов за 2009 год, проводимый HEEACT, основан на объективных данных».